# مسلسلات درامية

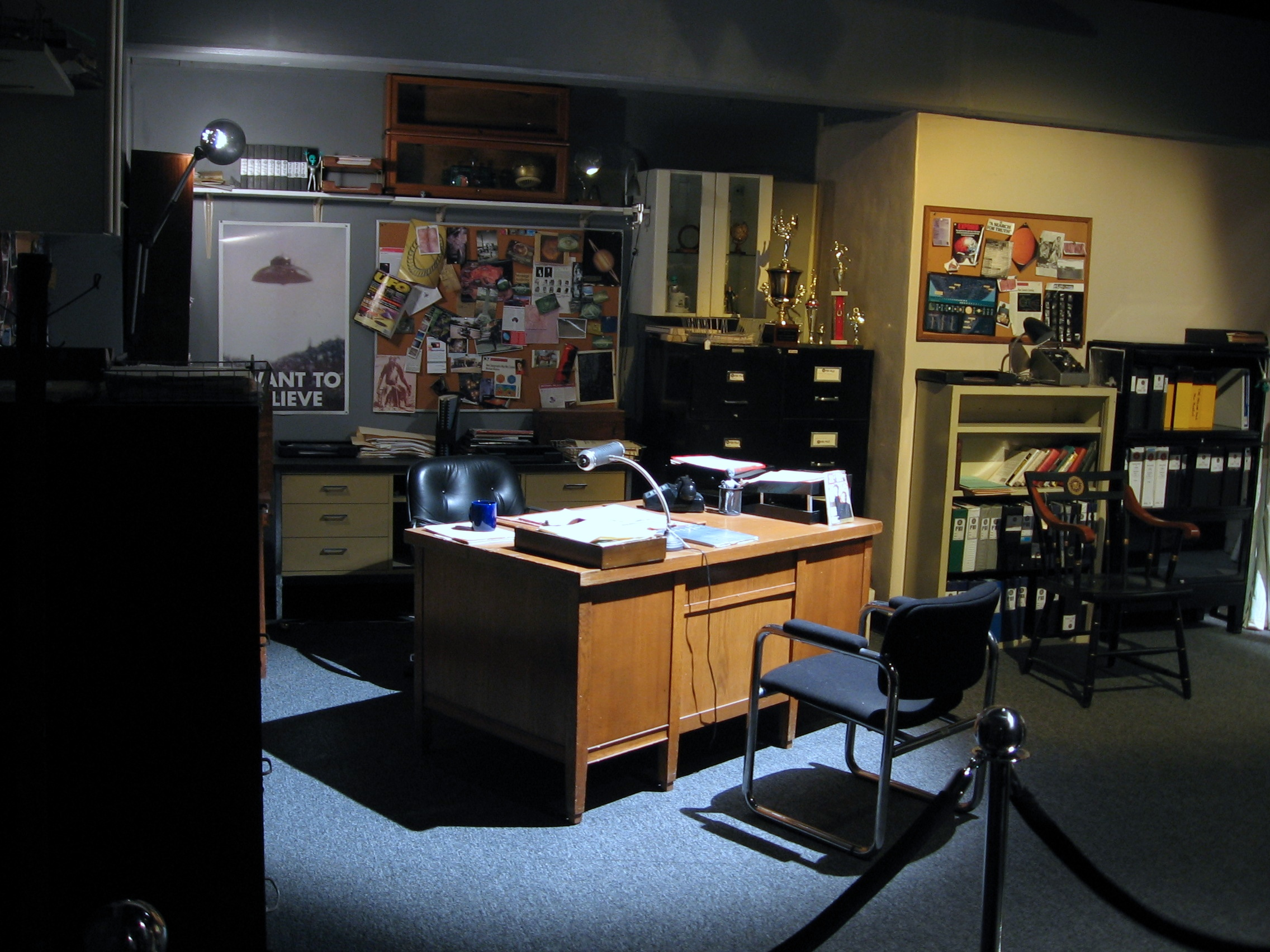
أحد مواقع تصوير فيلم الملفات الغامضةوهو أحد المسلسلات الدرامية الأكثر شعبية في التسعينيات.

المسلسل الدرامي هو مسلسل تلفزيوني يعتمد محتواه على نصوص ، وعادة ما يكون من طبيعة خيالية . ويستثنى من ذلك الرياضة والأخبار والبرامج الواقعية ، من بين أمور أخرى. ولا يُستخدم المصطلح عادةً أيضًا للإشارة إلى المسلسلات الكوميدية والمسلسلات التلفزيونية .
يتم مكافأة الحلقات الجيدة بشكل خاص من المسلسلات الدرامية في جوائز إيمي وجوائز غولدن غلوب ، من بين جوائز أخرى، حيث يحصل الأشخاص أمام الكاميرا وخلفها على جوائز. في العادة، يتم منح الجوائز للممثلين ، وكتاب السيناريو، والمخرجين ، والملحنين، والمسلسل ككل.
تعتمد المسلسلات الدرامية على النموذج الأمريكي بحلقة تجريبية - وهي حلقة تعمل كنموذج مبدئي وتهدف إلى إقناع المشترين المحتملين (شبكات التلفزيون مثل سي بي إس وأيه بي سي ) بطلب المزيد من الحلقات. عادةً ما يكون المبدعون مسؤولين عن تطوير المفهوم وجمع المشاركين. إذا تم شراء مسلسل وبدأ بثه، فسيعمل أحد كتاب السيناريو عادةً كمدير للعرض - أي شخص يتولى العمليات الإبداعية ويحافظ على الاتصال بالشبكة. خلال الموسم، سيكون هناك عادة العمل على عدة حلقات في وقت واحد: سيعمل الكتاب على حلقة واحدة، وسيقوم تخطيط الإنتاج بمعالجة النصوص النهائية، وسيقوم طاقم الفيلم والممثلون بالتصوير، وفي مرحلة ما بعد الإنتاج، سيتم الانتهاء من التحرير.

## أنظر أيضاً
- توين بيكس
- الملفات الغامضة
- بيفرلي هيلز 90210